# WWE Hardcore Championship
WWE Hardcore Championship – nieaktywny tytuł mistrzowski profesjonalnego wrestlingu, stworzony i promowany przez federację World Wrestling Entertainment (poprzednio World Wrestling Federation). Obrona tytułu następowała przy "hardcore'owych" zasadach (brak dyskwalifikacji, brak odliczeń i przypięcia liczone wszędzie). W większej części historii tytułu dochodziła jeszcze jedna dodatkowa reguła, gdzie wrestlerzy mogli wzywać mistrzów do walki w dowolnym momencie w jakimkolwiek miejscu, dopóki był w pobliżu sędzia (oficjalnie nazywane "24/7 Rule"). Mistrzostwo zostało wprowadzone 2 listopada 1998, gdzie Mankind był jego inauguracyjnym posiadaczem. W 2002 został zunifikowany z WWE Intercontinental Championship.

## Historia
Mr. McMahon podarował Mankindowi tytuł World Wrestling Federation (WWF) Hardcore Championship 2 listopada 1998 podczas tygodniówki Raw is War. Po tym, jak stracił tytuł na rzecz The Big Boss Mana, Mankind więcej nie zawalczył o tytuł, gdyż skupił się na próbie zdobycia głównego mistrzostwa federacji, WWF Championship. Głównym założeniem w tamtym czasie było to, aby tytuł był używany w komediowych segmentach określających charakter Mankinda jako hardcore wrestlera. Ostatecznie sam hardcore wrestling stawał się coraz popularniejszy w tamtym okresie, dlatego Hardcore Championship stało się poważniejszym mistrzostwem, o które walczyli inni wrestlerzy. Ten ruch spowodował utworzenie przez World Championship Wrestling (ówczesnego rywala WWF) swojej wersji Hardcore Championship, a także później przez kolejne niezależne promocje.

### Zasada 24/7

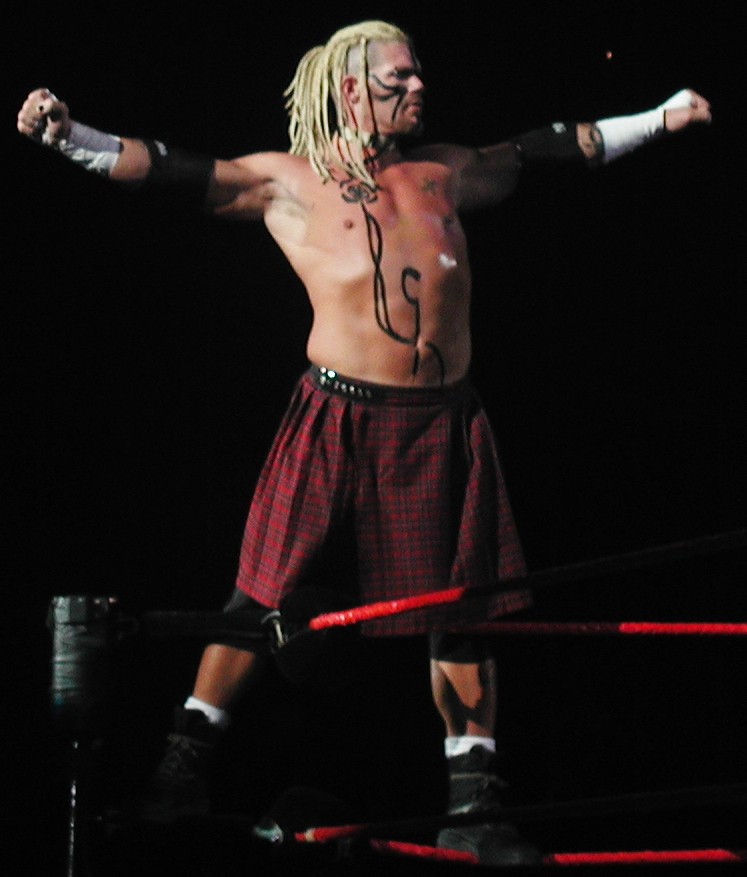
Raven, 27-krotny Hardcore Champion, który posiadał tytuł najwięcej razy.

Kiedy Crash Holly zdobył mistrzostwo, nowy mistrz wprowadził zasadę " 24/7 Rule", według której tytuł mógł być broniony wszędzie, dopóki w pobliżu znajduje się sędzia. Często przekształcało się to w wiele komicznych momentów, takich jak przypięcie mistrza podczas jego snu, czy też gonitwy wokół parku w Brooklynie.
Na WrestleManii 2000, odbył się battle royal, w którym w ciągu 15 minut tytuł zmienił właściciela aż 10 razy. Ostatecznym mistrzem był Hardcore Holly. Dwa lata później na WrestleManii X8, Maven obronił tytuł przeciwko Goldustowi. Po tym, jak obaj obijali się pokrywami na kosze, Spike Dudley przyszedł i przypiął Mavena, zdobywając tytuł. Później na backstage'u, The Hurricane przypiął Spike'a i wygrał tytuł. Mighty Molly (pomocnica Hurricane'a) powiedziała mu, aby wszedł do "Hurri-roweru" i znokautowała go patelnią, po czym przypięła i zdobyła tytuł. Poszukując schronienia, Christian wygrał tytuł, przypinując Molly po tym, jak drzwiami uderzył w jej głowę. Opuszczając arenę i wzywając taksówkę, Christian został zaatakowany i przypięty przez Mavena, który odzyskał tytuł i uciekł taksówką.
Trish Stratus walczyła z Jazz (menadżerowaną przez Hardcore Championa Steviego Richardsa) o Women’s Championship i przegrała przez interwencję Richardsa. Po walce Bubba Ray Dudlay zaatakował Richardsa od tyłu i przypiął go, zdobywając mistrzostwo. Po chwili pojawił się Raven i przypiął Dudleya, lecz moment później stracił na rzecz Justina Credible, a ten z kolei stracił tytuł na rzecz Crasha Holly'ego. Dudley uderzył Holly'ego koszem na śmieci, lecz Stratus jako pierwsza przypięła Holly'ego. Dudley próbował zaatakować Stratus od tyłu, lecz Jazz oślepiła Bubba Raya, używając gaśnic. Richards zdobył ostatnie przypięcie tej nocy, kiedy to Dudley przypadkowo wykonał powerbomb na Stratus przez drewniany stół.
Reguła 24/7 pozwalała na bicie rekordów w najkrótszym i również najliczniejszym posiadaniu tytułu w historii WWE. Wśród setek panowań, cztery kobiety zdobyły Hardcore Championship, a były to Molly Holly, Trish Stratus, Terri Runnels i dziwka The Godfathera (Cynthia Lynch). W 2002 mistrzostwo często zmieniało właściciela na galach typu house show, lecz na końcu tytuł zazwyczaj wracał do oryginalnego posiadacza.
W 2001, podczas organizowania scenariusza związanego z The Invasion, zasada 24/7 była używana tylko dwa razy, podczas walk na Raw is War 13 sierpnia i 10 września 2001. W obu walkach występowali Kurt Angle i Rob Van Dam. 13 sierpnia, Jeff Hardy zainterweniował i wszedł do ringu z sędzią, po czym przypiął Van Dama o tytuł, co doprowadziło do walki pomiędzy tą dwójką na gali SummerSlam. 10 września, Angle wygrał swoją walkę, lecz został wyrzucony z rampy wejściowej przez Steve'a Austina, który po chwili wyrzucił z niej również Van Dama. RVD wylądował na Angle'u i sędzia odliczył przypięcie. Po tym, jak Maven zdobył tytuł od The Undertakera podczas tygodniówki SmackDown z 5 lutego 2002, zasada 24/7 była kontynuowana. Reguła oficjalnie została usunięta 19 sierpnia 2002, kiedy to generalny menadżer brandu Raw Eric Bischoff zawiesił ją po sześciominutowym hardcore battle royalu, który wygrał Tommy Dreamer.
W 2005 podobny koncept do zasady 24/7 został wprowadzony dla posiadacza walizki Money in the Bank. Może on wykorzystać walizkę kiedykolwiek, o ile przeciwnik i sędzia znajdują się w ringu. Posiadacz walizki może jej użyć w trakcie obrony tytułu przez mistrza, wskutek czego pojedynek staje się triple threat matchem, a także może z niej skorzystać, o ile nie minął rok od zdobycia walizki. Jedyną zasadą jest to, że mistrz musi być medycznie gotów do starcia; jedynym wyjątek odbył się w 2011, gdy Daniel Bryan wygrał World Heavyweight Championship od ledwo przytomnego Big Showa. Kilka tygodni wstecz, Bryan użył walizki na mistrzu Marku Henrym, ale nie był w stanie walczyć i walizka została przy właścicielu. Koncept jest używany do dzisiaj, kiedy to walizka Money in the Bank jest do zdobycia na corocznym pay-per-view o tej samej nazwie.

### Unifikacja i dezaktywacja
Tytuł został zunifikowany z WWE Intercontinental Championship 26 sierpnia 2002, kiedy to Intercontinental Champion Rob Van Dam pokonał Hardcore Championa Tommy'ego Dreamera. Było to miesiąc po tym, jak Van Dam pokonał Jeffa Hardy'ego w ladder matchu unifikując Intercontinental i European Championship.
23 czerwca 2003 na Raw, Mick Foley (będący inauguracyjnym mistrzem pod pseudonimem Mankind) otrzymał pamiątkowy pas WWE Hardcore Championship od generalnego menadżera Raw Steve'a Austina, za jego zasługi w hardcore wrestlingu.
22 maja 2006, Edge i Foley zadeklarowali siebie jako współposiadaczy mistrzostwa, lecz nie byli oficjalnymi mistrzami. Była to część scenariusza, w którym brali udział oni oraz wrestlerzy z federacji Extreme Championship Wrestling. Tytuł nie był broniony ani razu.

### Wygląd pasa mistrzowskiego
Hardcore Championship był repliką pasa WWF Championship, którego w wersji "Winged Eagle" używano od 1988 do 1998 roku. Został on zmiażdżony w wielu miejscach i sklejony kawałkami taśmy klejącej, zaś na środku wypisano markerem wyrazy "Hardcore" i "Champion". Podczas rywalizacji pomiędzy Mr. Perfectem i ówczesnym posiadaczem WWF Championship Hulkiem Hoganem, Perfect ukradł pas mistrzowski i zmiażdżył młotkiem podczas wywiadu. Perfect wyrządził tyle szkód, że federacja musiała użyć repliki do końca ich rywalizacji. Mick Foley sprecyzował w wywiadzie, że nie wiedział o sytuacji z Perfectem, lecz ironicznie stwierdził, że to ma "perfekcyjny sens".
Kiedy Bradshaw zdobył tytuł w czerwcu 2002, federacja nieoficjalnie zmieniła nazwę tytułu na Texas Hardcore Championship, natomiast nowy mistrz posiadał wyjątkową wersję pasa z flagą Teksasu i małymi dodatkami związanymi z tym rejonem. Oryginalny design powrócił, gdy Raven odzyskał mistrzostwo. Tommy Dreamer użył innej wersji pasa, na którym były symbole związane z Nowym Jorkiem.